# Somakub

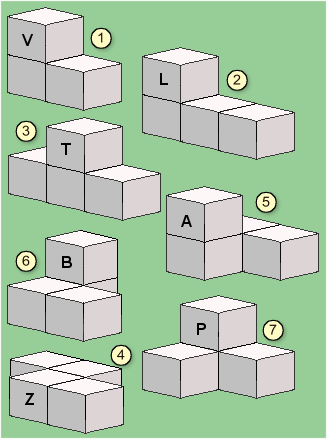
Somakubens sju bitar och deras beteckningar. Två av bitarna, 5 och 6, är spegelbilder av varandra.

En somakub är en logisk-matematisk-pedagogisk leksak som består av alla icke-linjära sammansättningar av upp till fyra kuber. Resultatet blir sju olika bitar. De sju bitarna kan – om man inte räknar spegelvändningar och rotationer – på 240 olika sätt pusslas ihop till en större kub med sidan tre småkuber.
Bitarna betecknas med siffror, ursprungligen använda av somakubens uppfinnare Piet Hein, som har betydelse när man skall beskriva lösningar på olika problem (se Notation). Bitarna kan också betecknas med bokstäver, men olika författare använder olika bokstäver.

## Historia
Somakuben uppfanns år 1936 av den danske författaren och uppfinnaren Piet Hein, som fick idén under en föreläsning i kvantfysik av Werner Heisenberg. Medan föreläsaren talade om ett rum uppdelat i kuber, insåg Hein följande (fritt översatt):
Om man tar alla oregelbundna former, som kan skapas av högst fyra kuber – alla i samma storlek och sammansatta längs en plan sida – kan dessa former sammanfogas till en större kub.
Medan föreläsningen fortskred skissade Hein de tänkbara formerna på ett papper och kom fram till att det skulle krävas 27 kuber som sattes samman till de sju möjliga figurerna. Piet Hein insåg att två kuber endast kan förenas i en enda dimension, att en sammansättning med tre kuber kan lägga till ytterligare en dimension i rät vinkel mot den första och att det behövs en fjärde kub för att få en tredje dimension i rät vinkel mot de båda första. Efter föreläsningen limmade Hein ihop 27 kuber till de sju bitarna och testade sin teori. Därmed var somakuben skapad.
Namnet soma är hämtat från Aldous Huxleys framtidsvisionära Du sköna nya värld (engelska: Brave New World, 1932). Soma är i boken ett narkotiskt preparat som skapar en känsla av euforisk lycka och regelbundet används av människorna i Huxleys framtidssamhälle.

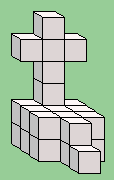
En av de figurer som Martin Gardner presenterade.

Somakuben blev populär först genom Martin Gardners spalt i Scientific American år 1958, och sedan genom hans bok The 2'nd SCIENTIFIC AMERICAN book of Mathematical Puzzles & Diversions som kom 1961 (svenska: Rolig matematik, tankenötter och problem, andra samlingen, 1962). Gardner beskrev somakuben som det mest lyckade försöket att skapa ett tredimensionellt pussel. Han presenterade tolv sammansatta figurer, varav elva kunde byggas med de sju bitarna medan den tolfte var omöjlig. Gardner framhöll en egenskap som somakuben delar med de flesta logikspel och logiska/matematiska leksaker: Det är mer tillfredsställande att försöka analysera problemen, och komma fram till lösningen den vägen, än att bara pröva sig fram.
Martin Gardner påpekade att det fanns mer än 230 sätt att pussla ihop somabitarna till en kub (om man bortser från spegelvändningar och rotationer). År 1962 fastställde matematikerna John Conway och M.J.T. Guy antalet till 240 och deras resultat bekräftades senare med datorhjälp. Conway hävdade att endast en av dessa 240 lösningar gav en kub som kunde balanseras så att den uteslutande vilade på den mittersta av kvadraterna i kubens bas. Sedan dess har man dock funnit fler sammansättningar som är möjliga att balansera på detta sätt.
År 1967 började det danska företaget Skjøde sälja en somakub tillverkad av rosenträ och stående i en sammetsklädd fördjupning på en bas av aluminium. Kuben levererades tillsammans med ett 26-sidigt häfte som beskrev både figurerna och kubens historia. När företaget Parker Brothers Inc. på sommaren 1969 började sälja somakuben, blev framgången så stor att nyhetsbrevet The Soma Addict skapades. I detta presenterades nya problem, men även bevis för att vissa figurer var möjliga eller omöjliga. En del av figurerna i såväl den 54-sidiga handboken för somakuben som nyhetsbrevet betecknades som "ej bevisad möjlig", vilket innebar en extra utmaning för läsarna/användarna.
Genom psykologiska testningsmetoder har man kommit fram till att förmågan att lösa somaproblem i stort sett hänger ihop med den allmänna intelligensen, men att det finns vissa avvikelser: Medan en del med hög intelligenskvot har uppenbara svårigheter att lösa problemen, tycks en del med låg intelligenskvot ha lätt för det spatiala tänkande som somaproblemen kräver.

## Färre bitar eller fler figurer

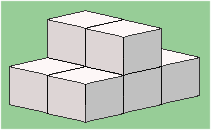
Den här figuren innehåller åtta småkuber och består av två bitar.

Det är inte nödvändigt att använda alla de sju bitarna för att skapa figurer.

## Förstorade bitar
Om en bit görs dubbelt så stor i alla sina dimensioner, kommer volymen att bli åtta gånger större. En bit som består av fyra småkuber kommer därvid att öka i volym till 32 småkuber. Eftersom hela somakuben bara innehåller 27 småkuber, går det därför inte att med en uppsättning somabitar bygga modeller av 4-bitarna i skala 2:1. Den minsta biten innehåller dock bara 3 småkuber och om den görs dubbelt så stor i alla dimensioner ökar volymen till 24 småkuber. Detta antal råkar samtidigt vara exakt det antal småkuber som de resterande sex bitarna består av. Det går att bygga en modell av 3-biten i skala 2:1 med de sex 4-bitarna.

## Notation

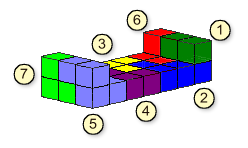
Bitarna är numrerade med Heins notation.

Genom att bitarna har en beteckning med siffror eller bokstäver kan följande metod användas för att beskriva en lösning utan att använda bilder:
- Börja med det översta skiktet i den bakersta raden.
- Ange bitens nummer eller bokstavsbeteckning från vänster till höger och markera tomrum med en punkt.
- Gör sedan likadant med den bakersta radens näst översta skikt, och så vidare till och med det understa skiktet.
- När den bakersta raden är noterad, fortsätter man med den näst bakersta raden och så vidare.

För figuren i bilden blir siffernotationen:
7 . . . . . 6      7733366
5 . . . . . 1      7443261
5 . . . . . 1      5544222

## Egen somakub

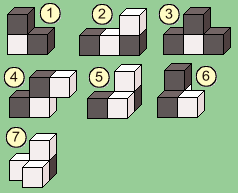
En variant är att färga bitarna i två färger, så att den sammansatta kuben blir schackrutig.

I dag är det svårt att hitta färdiga somakuber att köpa, men med hjälp av till exempel byggklossar eller tärningar är det lätt att tillverka en sådan själv. För ett bra resultat bör klossarna verkligen ha lika långa sidor, och limmet fästa bra i tunna skikt och tillåta viss efterjustering innan det torkar.
Om somakuben skall användas i matematikundervisningen kan det, särskilt om det gäller de lägre klasserna, vara lämpligt att måla de olika bitarna i varsin färg. Det kan göra det lättare för barnen att uppfatta hur bitarna är uppbyggda och hur de passar ihop.